# Värnamo församling
Värnamo församling är en församling i Östbo-Västbo kontrakt, Växjö stift och Värnamo kommun. Församlingen utgör ett enförsamlingspastorat.

## Administrativ historik
Församlingen har medeltida ursprung.
Församlingen utgjorde under medeltiden ett eget pastorat för att sedan till 1962 vara moderförsamling i pastoratet Värnamo och Tånnö som också kom att omfatta Voxtorp. Från 1962 till 1973 utgjorde församlingen ett eget pastorat. Från 1974 till 2013 var Värnamo församling moderförsamling i pastoratet Värnamo och Fryele, som från 1981 även omfattade Nydala. Från 2013 till 2023 var församlingen moderförsamling i flerförsamlingspastoratet Värnamo pastorat där även Nydala-Fryele församling ingick. 1 januari 2023 uppgick Nydala-Fryele församling i Värnamo församling och bildar därefter ett enförsamlingspastorat.

## Klockare och organister
| Verksam   | Namn             | Levnadstid | Övrigt                |
| --------- | ---------------- | ---------- | --------------------- |
| 1743      | Israel           |            | Klockare              |
| 1742-1790 | Jonas Solberg    |            | Organist och klockare |
| 1792-1793 | Anders Nyström   |            | Organist.             |
| 1794-1795 | Albert Nyström   |            | Organist.             |
| 1961-1964 | Sven Axel Bjärbo | 1925-      | Organist.             |

## Kyrkor
- Värnamo kyrka
- Mariakyrkan
- Sankt Johannes kyrka
- Uppståndelsekapellet
- Fryele kyrka
- Nydala kyrka